# 유니퀘스트
유니퀘스트(영어: Uniquest Corporation)는 대한민국의  비메모리 반도체 솔루션 기업이다. 본사는 경기도 성남시 분당구 황새울로 314 (서현동, 유니퀘스트빌딩)에 위치해 있으며 대표이사는 김예환이다. 2023년에 회사를 분할합병하였다
엔비디아의 한국 공식 파트너로 2023년 엣지 AI와 로보틱스를 위한 엔비디아 젯슨 모듈과 공급계약을 체결, 개발자 키트 전 라인업을 국내 시장에 공급한 바 있다.

## 같이 보기
- 드림텍
- 나무가

## 참고문헌
1. ↑  “기업 탐방노트 유니퀘스트” (PDF). 《이베스트투자증권》. 2022년 3월 16일.
2. ↑  “유니퀘스트 조직개편…"드림텍, 로봇·AI 사업 강화"”. 《한국경제》. 2023년 7월 4일.
3. ↑  유니퀘스트, 자사주 소각 및 회사분할합병 결정, 뉴스핌, 2023년 7월 4일
4. ↑  박지혜, 유니퀘스트 주가, 상한가... 엔비디아 '로봇 경쟁' 참전 소식에 ↑, 금강일보, 2024년 12월 30일